# Kimch'aek
Kimch'aek si, anteriormente conocida como Sŏngjin (성진), es una ciudad situada en la provincia de Hamgyong del Norte, en la República Democrática Popular de Corea. La ciudad tiene 196.000 habitantes. Fue bautizada durante la guerra de Corea, en 1951, en honor a un general del ejército norcoreano, Kim Chaek. La ciudad es uno de los puertos más importantes del mar del Japón (al este de Corea), y tiene muchas factorías de fundición.